# Ковиљ
Ковиљ (мађ. Kabol) је насељено место у граду Новом Саду, у Јужнобачком округу, у Србији. Према попису из 2022. било је 5.151 становника.
Доњи Ковиљ се први пут спомиње 1554, а Горњи Ковиљ 1702. Насеља су се спојила 1870. Поред Ковиља се налази познати манастир Ковиљ. Манастир је обновљен 1705—1707, према легенди да је на том месту Свети Сава саградио манастир у 13. веку. У месту постоје и две српске православне цркве, из 1824/28 и 1846. године.

## Историја
У Горњем Ковиљу прва позната православна црква стајала је отприлике два метра западно од данашње. Та српска богомоља посвећена празнику Летњем Св. Николи, је "троносана" 6. маја/25. априла 1738. године од стране епископа бачког Висариона Павловића. Нова црква је подигнута 1827-1829. године на истом месту. Приправљање цигле почело је још 1824. године, а трошак радова је изнео 6617 ф. 69. крајцара. Њу је 7. јуна/26. маја 1829. године "троносао" епископ бачки Гедеон Петровић и сада празнику Вазнесењу Господњем посветио.
У Доњем Ковиљу је одавно постојала мала "готска" православна црква. Њена локација је била улица која води са ритског насипа од Сремских Карловаца за ковиљски манастир. Ту је (1893) стојао на месту њеног олтара велики дрвени крст пободен. У тој цркви је на први дан Ускрса 1836. године последња служба одржана, па је као врло трошна у пролеће 1837. године "разорена". До градње новог храма, служба се одвијала у кући ковиљског трговца Јовановића. Спремање за градњу кренуло је од 1839. године. Та кућа - место је пред саму градњу за те сврхе и откупљена. Уз ту кућу грађена је нова црква 1842-1845. године. Освештао ју је 14/2. децембра 1845. године прота жабаљски Максим Поповић, а као и стара и ова је Св. апостолу Томи била посвећена.
Након завршетка грађанског рата у Угарској 1848-1849. године процењивана је материјална штета по Шајкашким црквама. Тада су постојала два Ковиља - Горњи и Доњи. Штету су пријавила оба насеља. Тако је Горњи Ковиљ поднео захтев за накнаду штете која је по њој износила 12.649 ф. 39 новчића. Поверенство је такође извршило процену и понудило накнаду: за црквене утвари - 810 ф. а за оправу и унутрашњи намештај још 7.236 ф. што укупно износи 8.046 ф. Са том сумом се сложило Министарство ратно у Бечу. Када је реч о Доњем Ковиљу, ова општина је тражила 10.825 ф. 48 новчића. И ту је Поверенство сматрало другачије: за црквене утвари свим општинама је понуђено исто - 810 ф. а за оправу и унутрашњи намештај цркве одредили су износ од 6.136 ф. Укупно им је одобрено и од стране Министарства војног у Бечу, 6.946 ф.
Број становника у оба Ковиља расте у другој половини 19. века. Горњи Ковиљ има 1880. године 2461 становника, од којих је највише Срба - 2169. Других нација је много мање: Мађара 121, Немаца 85, а "осталих" 86. За десет година јављају се припадници и других нација у горњем Ковиљу, а 1890. године укупан број износи 4768. Највише се - вишеструко повећала бројност Мађара и Немаца; Мађара сада има чак 1679. То је зато што је у међувремену колонизовано ново насеље у горњековиљском атару - "Тиса-Калманфалва", са Мађарима и Немцима. Остали по бројности следе: Немаца 626, Словака 35, Румуна 4, Рутена 37, Хрвата 2, а "осталих" 34. Када је реч о Доњем Ковиљу, то је дупло мање место са Србима који апсолутно доминирају. По поису из 1880. године у месту живи 1335 Срба, 184 Мађара, 35 Немаца, а "осталих" - 86. За десет година укупан број становника са 1636, пораста је на 1957 душа. Сада, 1890. године забележене су бројке: Срба 1627, Мађара 212, Немаца 49, 2 Словака, 17 Рутена, 17 Хрвата и 34 "осталих" становника.
По православној парохијској статистици са краја 1891. године виде се разлике између Горњег и Доњег Ковиља. Горњи Ковиљ тада има 2385 православних становника, 428 православних домова, једног свештеника, 274 ученика и 3 основне школе (зграде). У Доњем Ковиљу има у исто време 1724 православних становника, 312 православних домова, једног свештеника, 262 ученика и само једну основну школу.

## Демографија
У насељу Ковиљ живи 4376 пунолетних становника, а просечна старост становништва износи 38,8 година (37,5 код мушкараца и 40,1 код жена). У насељу има 1750 домаћинстава, а просечан број чланова по домаћинству је 3,19.
Ово насеље је великим делом насељено Србима (према попису из 2002. године).
|  |

| Демографија | Демографија | Демографија |
| Година      | Становника  | Становника  |
| ----------- | ----------- | ----------- |
| 1948.       | 5.368       |             |
| 1953.       | 5.436       |             |
| 1961.       | 5.448       |             |
| 1971.       | 5.290       |             |
| 1981.       | 5.279       |             |
| 1991.       | 5.242       | 5.224       |
| 2002.       | 5.599       | 5.643       |
| 2011.       | 5.389       |             |

| Етнички састав према попису из 2002.‍ | Етнички састав према попису из 2002.‍ | Етнички састав према попису из 2002.‍ | Етнички састав према попису из 2002.‍ | Етнички састав према попису из 2002.‍ |
| ------------------------------------ | ------------------------------------ | ------------------------------------ | ------------------------------------ | ------------------------------------ |
|                                      |                                      |                                      |                                      |                                      |
| Срби                                 | Срби                                 |                                      | 5.056                                | 90,30%                               |
| Мађари                               | Мађари                               |                                      | 140                                  | 2,50%                                |
| Југословени                          | Југословени                          |                                      | 97                                   | 1,73%                                |
| Хрвати                               | Хрвати                               |                                      | 71                                   | 1,26%                                |
| Роми                                 | Роми                                 |                                      | 51                                   | 0,91%                                |
| Муслимани                            | Муслимани                            |                                      | 28                                   | 0,50%                                |
| Словаци                              | Словаци                              |                                      | 10                                   | 0,17%                                |
| Црногорци                            | Црногорци                            |                                      | 6                                    | 0,10%                                |
| Украјинци                            | Украјинци                            |                                      | 6                                    | 0,10%                                |
| Русини                               | Русини                               |                                      | 6                                    | 0,10%                                |
| Чеси                                 | Чеси                                 |                                      | 5                                    | 0,08%                                |
| Албанци                              | Албанци                              |                                      | 5                                    | 0,08%                                |
| Немци                                | Немци                                |                                      | 4                                    | 0,07%                                |
| Македонци                            | Македонци                            |                                      | 2                                    | 0,03%                                |
| Бугари                               | Бугари                               |                                      | 2                                    | 0,03%                                |
| Словенци                             | Словенци                             |                                      | 1                                    | 0,01%                                |
| Руси                                 | Руси                                 |                                      | 1                                    | 0,01%                                |
| Румуни                               | Румуни                               |                                      | 1                                    | 0,01%                                |
| Буњевци                              | Буњевци                              |                                      | 1                                    | 0,01%                                |
| непознато                            | непознато                            |                                      | 34                                   | 0,60%                                |

| Година пописа     | 1948. | 1953. | 1961. | 1971. | 1981. | 1991. | 2002. |
| ----------------- | ----- | ----- | ----- | ----- | ----- | ----- | ----- |
| Број домаћинстава | 1.329 | 1.387 | 1.517 | 1.508 | 1.632 | 1.606 | 1.750 |

| Број чланова      | 1   | 2   | 3   | 4   | 5   | 6   | 7  | 8 | 9 | 10 и више | Просек |
| ----------------- | --- | --- | --- | --- | --- | --- | -- | - | - | --------- | ------ |
| Број домаћинстава | 306 | 410 | 299 | 374 | 197 | 105 | 42 | 9 | 4 | 4         | 3,19   |

| Пол    | Укупно | Неожењен/Неудата | Ожењен/Удата | Удовац/Удовица | Разведен/Разведена | Непознато |
| ------ | ------ | ---------------- | ------------ | -------------- | ------------------ | --------- |
| Мушки  | 2.290  | 718              | 1.399        | 105            | 67                 | 1         |
| Женски | 2.351  | 448              | 1.393        | 433            | 77                 | 0         |
| УКУПНО | 4.641  | 1.166            | 2.792        | 538            | 144                | 1         |

| Пол    | Укупно                    | Пољопривреда, лов и шумарство | Рибарство                            | Вађење руде и камена | Прерађивачка индустрија       |
| ------ | ------------------------- | ----------------------------- | ------------------------------------ | -------------------- | ----------------------------- |
| Мушки  | 1.245                     | 482                           | 4                                    | 1                    | 257                           |
| Женски | 740                       | 230                           | 0                                    | 0                    | 143                           |
| УКУПНО | 1.985                     | 712                           | 4                                    | 1                    | 400                           |
| Пол    | Производња и снабдевање   | Грађевинарство                | Трговина                             | Хотели и ресторани   | Саобраћај, складиштење и везе |
| Мушки  | 40                        | 61                            | 122                                  | 18                   | 56                            |
| Женски | 1                         | 9                             | 114                                  | 16                   | 10                            |
| УКУПНО | 41                        | 70                            | 236                                  | 34                   | 66                            |
| Пол    | Финансијско посредовање   | Некретнине                    | Државна управа и одбрана             | Образовање           | Здравствени и социјални рад   |
| Мушки  | 3                         | 36                            | 38                                   | 14                   | 11                            |
| Женски | 8                         | 40                            | 20                                   | 46                   | 71                            |
| УКУПНО | 11                        | 76                            | 58                                   | 60                   | 82                            |
| Пол    | Остале услужне активности | Приватна домаћинства          | Екстериторијалне организације и тела | Непознато            | Непознато                     |
| Мушки  | 77                        | 0                             | 0                                    | 25                   | 25                            |
| Женски | 28                        | 0                             | 0                                    | 4                    | 4                             |
| УКУПНО | 105                       | 0                             | 0                                    | 29                   | 29                            |

## Саобраћај
Ковиљ је директно повезан на ауто-пут А1 (Суботица – Београд) који пролази кроз атар села, а до самог места може се доћи локални путем Будисава – Ковиљ и државним путем IIА реда 114 (Чуруг – Жабаљ – Шајкаш – Ковиљ).
Ковиљ је са Новим Садом, Будисавом и Каћем повезан линијом јавног превоза бр. 24.